# Longa Marcha 2C

Foguete Longa Marcha 2C

Longa Marcha 2C (LM-2C), ou Chang Zheng 2C (CZ-2C) é um foguete desenvolvido pela China.

## Características
O Longa Marcha 2C é um lançador orbital chinês projetado para lançar cargas à órbita terrestre baixa e base de toda uma subfamília de foguetes. Deriva do Longa Marcha 2A, com mudanças orientadas para poder lançar uma maior variedade de satélites e mais pesados e poder usar diferentes etapas superiores. As versões avançadas podem colocar em órbita cargas de 2800 kg em órbitas de 200 km de altura.
O Longa Marcha 2C pode ser lançado a partir de três centros: o Centro de Lançamento de Satélite de Jiuquan, o Centro de Lançamento de Taiyuan e o Centro Espacial de Xichang.

## Histórico de lançamentos
| Data do lançamento     | Plataforma de lançamento | Carga                                      | Resultado | Órbita |
| ---------------------- | ------------------------ | ------------------------------------------ | --------- | ------ |
| 9 de setembro de 1982  | Jiuquan                  | FHW                                        | Sucesso   | LEO    |
| 19 de agosto de 1983   | Jiuquan                  | FHW                                        | Sucesso   | LEO    |
| 12 de setembro de 1984 | Jiuquan                  | FHW                                        | Sucesso   | LEO    |
| 21 de outubro de 1985  | Jiuquan                  | FHW                                        | Sucesso   | LEO    |
| 6 de outubro de 1986   | Jiuquan                  | FHW                                        | Sucesso   | LEO    |
| 5 de agosto de 1987    | Jiuquan                  | FHW/Piggyback                              | Sucesso   | LEO    |
| 9 de setembro de 1987  | Jiuquan                  | FHW                                        | Sucesso   | LEO    |
| 5 de agosto de 1988    | Jiuquan                  | FHW/Piggyback                              | Sucesso   | LEO    |
| 5 de outubro de 1990   | Jiuquan                  | FHW                                        | Sucesso   | LEO    |
| 6 de outubro de 1992   | Jiuquan                  | Freja/FHW-2                                | Sucesso   | LEO    |
| 8 de outubro de 1993   | Jiuquan                  | FHW                                        | Sucesso   | LEO    |
| 1 de setembro de 1997  | Taiyuan                  | Motorola with mock up                      | Sucesso   | LEO    |
| 8 de dezembro de 1997  | Jiuquan                  | Motorola                                   | Sucesso   | LEO    |
| 26 de março de 1998    | Jiuquan                  | Motorola                                   | Sucesso   | LEO    |
| 2 de maio de 1998      | Jiuquan                  | Motorola                                   | Sucesso   | LEO    |
| 20 de agosto de 1998   | Jiuquan                  | Motorola                                   | Sucesso   | LEO    |
| 19 de dezembro de 1998 | Jiuquan                  | Motorola                                   | Sucesso   | LEO    |
| 12 de junho de 1999    | Jiuquan                  | Motorola                                   | Sucesso   | LEO    |
| 30 de dezembro de 2003 | Xichang                  | TC-1                                       | Sucesso   | EEO    |
| 18 de abril de 2004    | Xichang                  | Experimental Satellite-1/ Nano Satellite-1 | Sucesso   | SSO    |
| 25 de julho de 2004    | Taiyuan                  | TC-2                                       | Sucesso   | LEO    |
| 29 de agosto de 2004   | Jiuquan                  | FHW                                        | Sucesso   | LEO    |
| 18 de novembro de 2004 | Xichang                  | Experiment Satellite-2                     | Sucesso   | LEO    |
| 2 de agosto de 2005    | Jiuquan                  | FHW                                        | Sucesso   | LEO    |
| 9 de setembro de 2006  | Taiyuan                  | Shijian-8                                  | Sucesso   | LEO    |
| 11 de abril de 2007    | Taiyuan                  | OceanSat-1B                                | Sucesso   | SSO    |
| 6 de setembro de 2008  | Taiyuan                  | Huanjing-A&B                               | Sucesso   | SSO    |
| 22 de abril de 2009    | Taiyuan                  | Yaogan-6                                   | Sucesso   | SSO    |
| 12 de novembro de 2009 | Jiuquan                  | SJ-11-01                                   | Sucesso   | SSO    |
| 31 de março de 2014    | Jiuquan                  | SJ-11-06                                   | Sucesso   | SSO    |
| 27 de outubro de 2014  | Jiuquan                  | SJ 11-08                                   | Sucesso   | LEO    |
| 14 de novembro de 2014 | Taiyuan                  | Yaogan-23                                  | Sucesso   | LEO    |
| 2015                   |                          | Barcelona Moon Team                        | Agendado  | LLO    |